# Djupträsktjärnen (Edefors socken, Norrbotten)
Djupträsktjärnen är en sjö i Bodens kommun i Norrbotten och ingår i Luleälvens huvudavrinningsområde. Sjöns area är 0,041 kvadratkilometer och den är belägen 280 meter över havet.